# Сярі (річка)

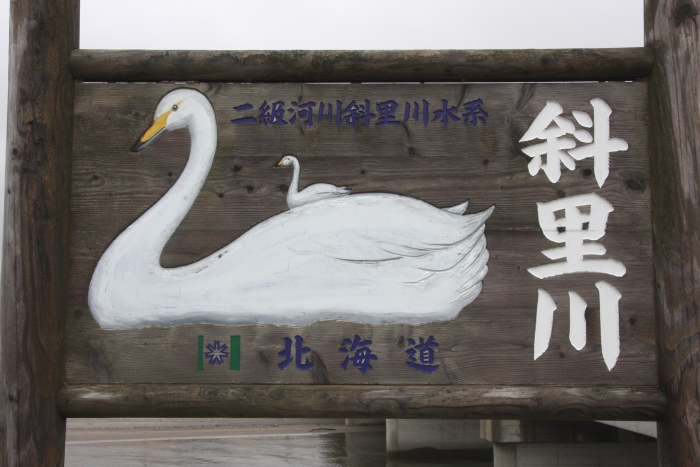
Символ річки Шарі на мосту Шарі

Річка Сярі — річка Японії, яка протікає через повіт Сярі, Кійосато, на східній частині острова Хоккайдо і впадає в Охотське море.

## Опис

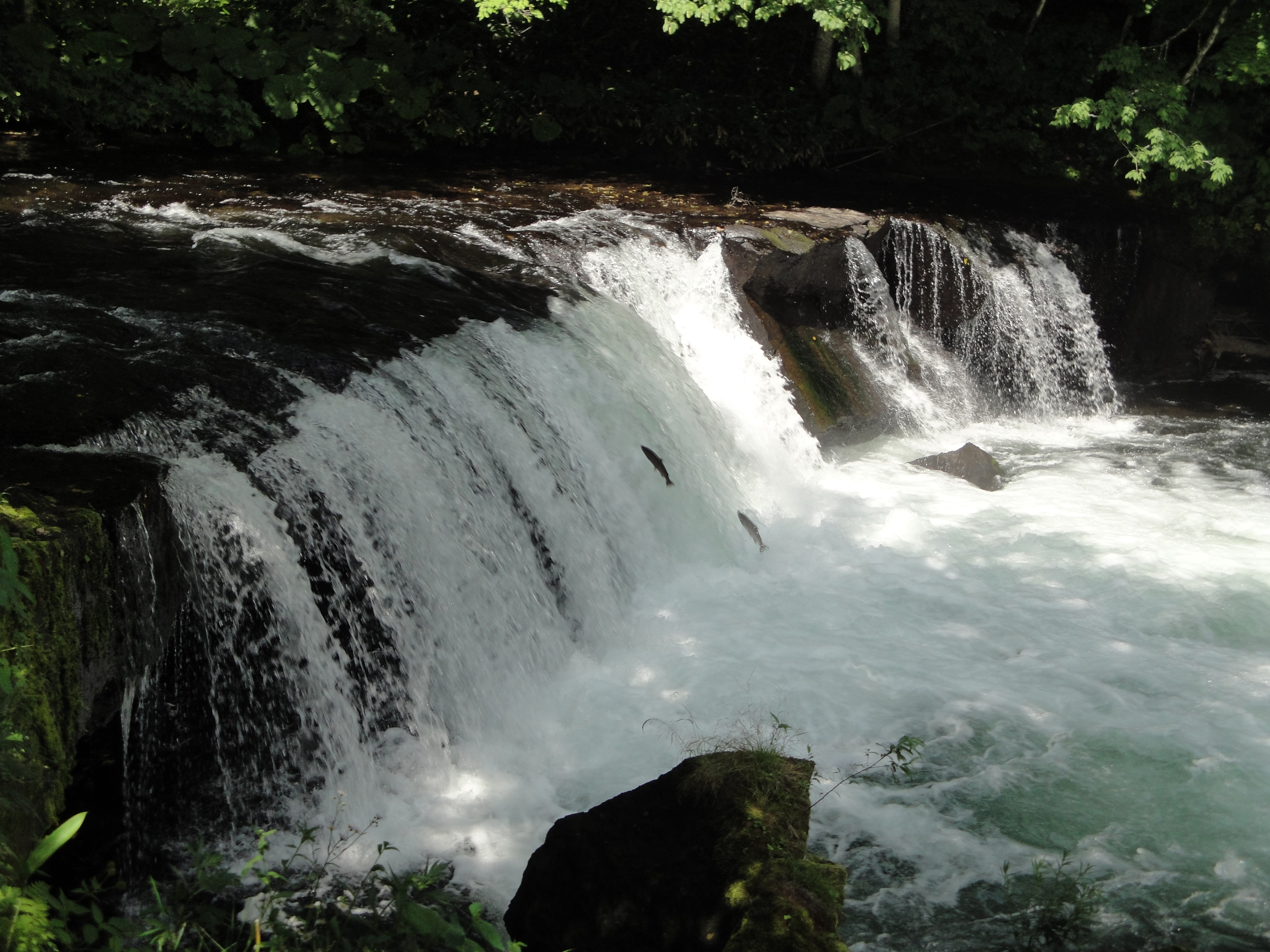
Водоспад Сакура в місті Кіосато

Спочатку назва «Сярі» (мова айнів: Saㇽ) була топонімом для області Кавагуті, ``Сярі'', перекладається як «велика річка» або «річка в очеретяному руслі» .
Сярі бере початок біля південного підніжжя гори Шарідаке, розташованої в східній частині Охотського округа, тече на південний захід, повертає на північний схід, протікає через східну частину міського району міста Сярі і впадає в Охотське море. Клімат басейну річки мусонний помірного кліматичного поясу, з теплим літом та холодною зимою, максимальна температура влітку перевищує 30 °C, взимку -30 °C, середня річна кількість опадів приблизно 850 мм, середня річна температура становить приблизно 6℃.
Верхів'я річки Сярі вкрите мішаними лісами з фарбованим кленом, ялини Єзо та дубами Мізунара.
На річці приблизно в 25 км вище за течією від гирла розташований водоспад висотою 3,7 м.
Оскільки об'єм і температура води відносно стабільні в річці зустрічається кета та таймень сахалінський, які мігрують вгору за течією з початку червня до початку серпня, щоб нереститися.
Рівнина вздовж річки використовується під поля та пасовища, на яких переважно вирощують пшеницю, картоплю та буряк.

## Притоки
- Річка Сіносава
- Річка Санносава
- Річка Ніносава
- Річка Горокасар
- Річка Юкурііороманай
- Річка Татекуннай
- річка Атакача
- Річка Сацуген
- Річка Осаусі
- Річка Пемень
- Річка Етомбі
- Річка Сарума

## Головні мости
- Міст Кавакамі
- Міст Шінтаку — Національна траса 334
- Міст Шарі Шинохасі — Національна траса 244
- Міст через річку Шарі — головна лінія JR Senmo
- Міст Шарі — Маршрут Хоккайдо 769 Зупинка Шарі Лінія Місакі